# Pygarctia poliochroa
Pygarctia poliochroa là một loài bướm đêm thuộc phân họ Arctiinae, họ Erebidae.